# Сосијеј (Мисисипи)
Сосијеј (енгл. Saucier) насељено је место без административног статуса у америчкој савезној држави Мисисипи.

## Демографија
По попису из 2010. године број становника је 1.342, што је 39 (3,0%) становника више него 2000. године.
| Група             | 2000.         | 2010.         |
| Белци             | 1.255 (96,3%) | 1.246 (92,8%) |
| Афроамериканци    | 9 (0,7%)      | 23 (1,7%)     |
| Азијати           | 3 (0,2%)      | 3 (0,2%)      |
| Хиспаноамериканци | 18 (1,4%)     | 26 (1,9%)     |
| Укупно            | 1.303         | 1.342         |